# Никола Бибич
Никола Бибич (серб. Nikola Bibić; народився 17 липня 1984) — сербський хокеїст, правий захисник. Виступає за «Црвена Звезда» (Белград) у Сербській хокейній лізі. 
Виступав за команди: «Джорджтаун Рейдерс» (OPJHL), «Гамільтон Ред-Вінгс» (OPJHL), «Црвена Звезда» (Белград).
У складі національної збірної Сербії учасник чемпіонатів світу 2010 (дивізіон I) і 2011 (дивізіон II).